# Egidius Sadeler

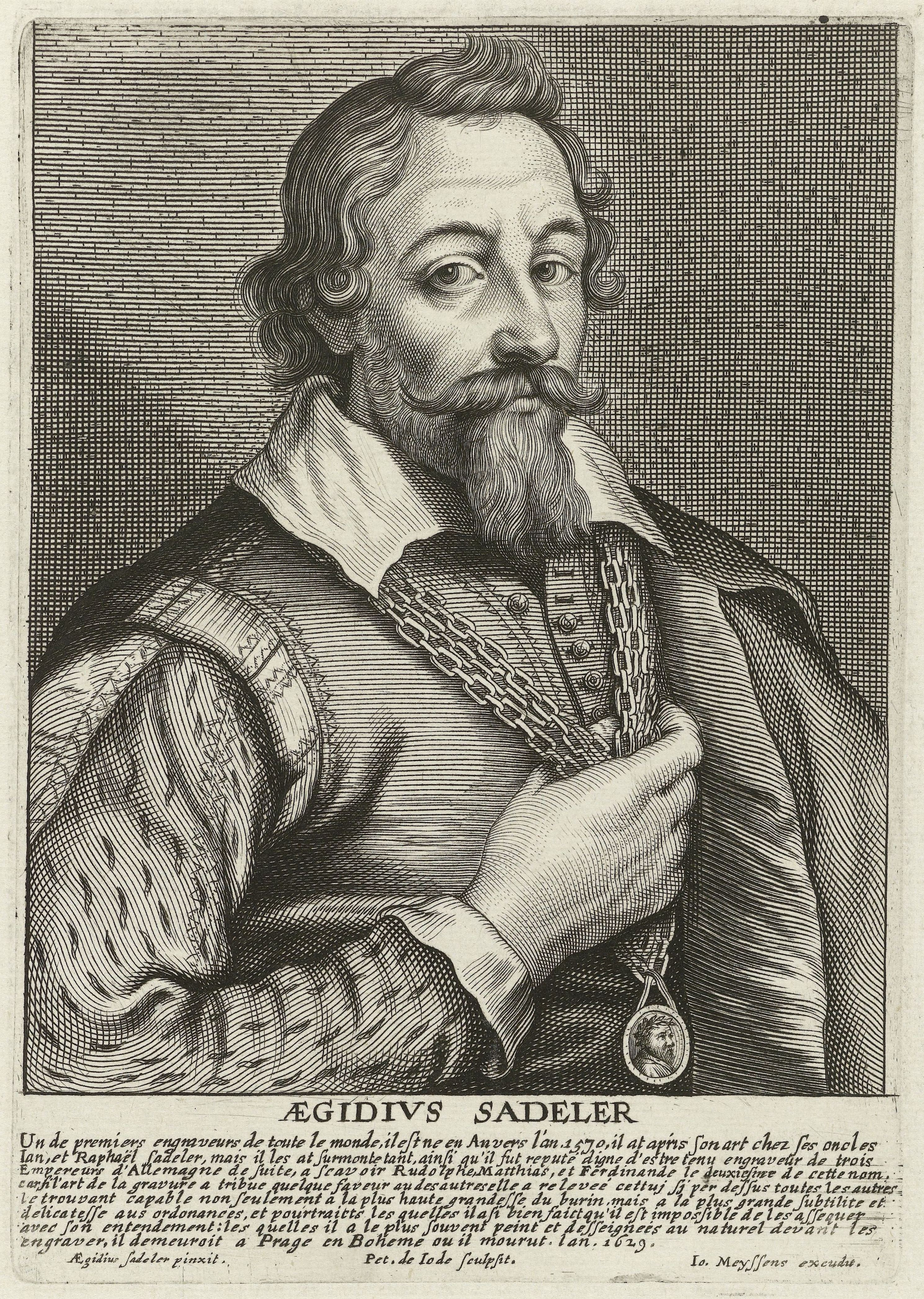
Egidius Sadeler der Ältere

Egidius Sadeler (auch Aegidius Sadeler; tschechisch Jiljí Sadeler genannt; * um 1570 in Antwerpen; † 1629 in Prag) war ein niederländischer Maler und Kupferstecher aus Flandern am Hofe Rudolf II. in Prag.

## Leben
Egidius Sadeler stammte aus einer Antwerpener Kupferstecherfamilie. Er war der Sohn von Aegidius Sadeler I. und ein Neffe von Johann Sadeler und Raphaël Sadeler, bei denen er bis 1585 ausgebildet wurde. 1589 wurde er in die Malerzunft aufgenommen. Anschließend war er zunächst in Deutschland, ab 1593 in Rom und seit 1595 in München tätig, wo er Joris Hoefnagel traf. Es ist möglich, dass er bereits 1590 in München tätig war und von dort für seine Gesellenjahre nach Venedig, Florenz, Bologna und Rom ging, ehe er nach München zurückkehrte. Er wurde von dort aus 1597 an den Prager Hof berufen, wo er für Rudolph II., sowie für Mathias und Ferdinand II. tätig war. Seit 1621 war er Mitglied der Malerinnung der Prager Kleinseite.
Zu seinen Schülern gehören Wenzel Hollar und Joachim von Sandrart.

## Werke
Graphik

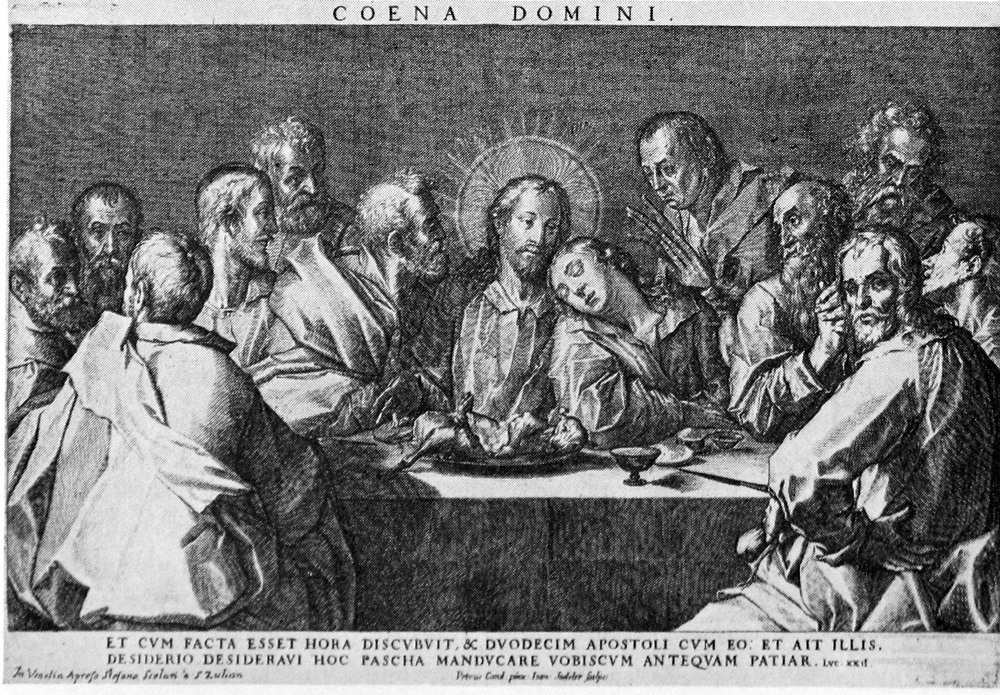
Abendmahlszene von Sadeler

Seine ersten Kupferstiche stellte er anhand von Vorlagen her. Darunter waren Werke von Raffael, Jacopo Tintoretto, Tizian, Albrecht Dürer sowie Meistern, die am kaiserlichen Hof tätig waren. Später kamen eigene Darstellungen hinzu: Landschaften und Porträts bedeutender Persönlichkeiten am Hof Rudolf II.
Seine Stichen waren originalgetreue Nachbildung der Vorlagen. Als besonders fruchtbar kann man die Epoche seiner Zusammenarbeit mit Joseph Heintz, Bartholomäus Spranger, Johann Jakob Stevens von Steinfels und Adriaen de Vries bezeichnen.
Zu seinen bekanntesten Werken zählen das Porträt des Malers Bartholomäus Spranger und seiner Frau Christina (1600), der Blick in das Innere des Wladislav-Saals (1607) sowie seine zeitgenössischen Darstellungen der Hauptstadt Prag.
- 1605 erstellte er eine Karte Böhmens, die von den Koordinaten her die Region von 48°16′ bis 50°58′ Nördlicher Breite und 29°54′ bis 34°28′ Östlicher Länge enthielt. Die Karte enthält neben Grundrissen von Städten auch Karten der Regionen Čáslav (Tschaslau), Cheb (Eger), Chomutov (Komotau), Louny (Laun), Prag und Slaný (Schlan).
- 1607 vollendete er das große Panorama der Stadt Prag vom Berg Petřín (Laurenziberg) aus gesehen.
- 1620 erscheint seine Bohemia in suas partes geografice distincta, 390 × 450 mm groß und einem Maßstab. Der Kupferstich enthält im oberen Teil Blick auf die Städte Praga, Egra, Zaslavia, Commona, Lavna, Slana am linken Rand Porträts von Königinnen, Adeligen, Händlern und Bauern. An der Elbquelle wurde Fons Albus vermerkt, daneben Mons Giganticum (Riesengebirge) mit der Erläuterung Montes Gagantum caco demone infesti quem incole Ribenzal vocant de quibus vulgo miranda recensutur. Weiterhin führt die Legende auf: Nomina que habet triangulum in tine sunt Bohemica.

Gemälde
- Das Ölgemälde Die Anbetung der Hirten hängt im Kunstmuseum Basel.[3]